# Karaté Contact Koshiki
Le Karaté Contact Koshiki (硬式空手 ()), également désigné sous plusieurs termes incluant Koshiki Contact, Koshiki, karaté Koshiki ou Koshiki Karatedo, est un style de karaté japonais avec contact, développé vers la fin des années 1970, qui se caractérise par le port d'un équipement de protection (anzen-bogu) qui comprend un masque (men) muni d'une bulle en plastique ; un plastron (dō) et une coquille.
Le Koshiki n'est pas uniquement un style, mais aussi une forme de compétition qui offre non seulement une façon dynamique de pratiquer le contact en compétition mais aussi d'améliorer des techniques apprises lors d'entraînements. Ce système est développé par Hanshi Masayuki Kukan Hisataka dans les années 1980, à la demande de la Fédération de toutes les associations de karaté du Japon (FAJKO), l'idée venant néanmoins des années 1920.

## Équipement de protection
L'armure de protection, appelée anzen-bogu, est conçue avec des matériaux high-tech qui absorbent les chocs et empêchent la pénétration des coups sur le corps des athlètes. Il se compose d'un protecteur de poitrine (bogu dō) casque (bogu-men), et à la protection de l'aine (kin mangé).
Le plastron (dō) est une plaque moulée, remplie de couches de matériaux différentes qui donnent une forme semi-rigide, doublé de cuir traité et découpé pour permettre le mouvement sans entrave et une protection optimale. La rigidité caractérisée du plastron est conçue pour prévenir les impacts des coups sur le corps et de les rediriger sous forme de vibrations.
Le casque (men) est fait de matériaux similaires aux casques de protection pare-balles ; il est conçu pour protéger des coups portés par les mains ou les pieds. Dans le Koshiki, les combattants se battent souvent à mains et pieds nus ; Cependant, dans certains essais, les mains sont recouvertes de mitaines très mince en néoprène pour éviter les blessures ou les dommages aux articulations. Grâce à la forte résistance des matériaux utilisés pour la protection, les athlètes peuvent portés des coups à pleine puissance.

## Règles
Dans les tournois et les compétitions, les kumite (combattants de Koshiki) sont autorisés à frapper en full-contact en utilisant les poings (tzuki-waza), les coudes (empi), les pieds, et les genoux (keri-waza) sur le tronc de leur adversaire protégé par le plastron dō en ajoutant un certain contrôle dans les frappes à hauteur de la tête, et à la zone du visage (protégée par le casque de protection, matériaux pare-balles de petit calibre).
L'idée qu'un combattant puisse gagner avec une seule (technique parfaite) vaut Ippon. Les techniques mineures sont évaluées avec wazari. Le vainqueur doit cumuler le plus de points de wazari à la fin d'un match, ou immédiatement par Ippon. Le score est cumulatif pour les deux prétendants au cours de la confrontation. Si un combattant enchaîne trois wazari successivement dans une chaîne de technique (renkoku-waza), sans interruption de la défense, il peut gagner le combat par Ippon.
Le Ippon peut également être accordé par étranglement (shime-waza) ou par immobilisation (osae-waza) mais cela est moins courant. Dans certains tournois de koshiki les combattants sont également autorisés à balayer (ashi-barai) ou utiliser des projections (nague-waza) mais à la condition que la sécurité et la technique soient maîtrisées. Certaines techniques interdites dans de nombreux tournois d'arts martiaux (jette les mains, paume, talon, etc.), peuvent être utilisées en toute sécurité dans les compétitions de Koshiki. Cependant, certaines techniques qui ne peuvent pas être contrôlées peuvent être pénalisés ou interdites à la décision des arbitres ou en fonction du pays dans lequel a lieu la compétition ; les combattants peuvent frapper à pleine puissance, mais pas aveuglément, sauvagement ou sans contrôle. Dans le Koshiki, le choix et la maîtrise des techniques sont les éléments importants de l'utilisation des arts martiaux.
Les tournois sont ouverts à tous pratiquants d'arts martiaux avec atemi ou semi-contact. De nombreux pratiquants de différents « styles de karaté » ou d'autres arts martiaux tels que le taekwondo, kickboxing, kung-fu, jiu-jitsu, participe également aux compétitions de koshiki. La connaissance des règles est nécessaire pour participer à ce type de compétition.

## Développement
Les compétitions sont organisées dans le monde entier sous les auspices du fondateur du système et de la World Federation Koshiki (W.K.K.F.). Le Koshiki est créé pour intégrer le karaté aux Jeux olympiques. Cependant, les disciples de maître Masayuki Hisataka se sont retirées de la WKKF afin de créer elles-mêmes leur propre fédération.
Le Koshiki se développe progressivement à l'international. De nombreux pays intègrent cette discipline tels que le Malile Maroc , l'Algérie, l’Indonésie, la Malaisie et également la France. Néanmoins, il est très présent et très médiatisé en Russie, l'Association Koshiki Karate (Ассоциация Косики Каратэ России) qui regroupe des milliers de pratiquants à travers le pays s'est détaché depuis peu de la World Federation Koshiki (W.K.K.F.) n'étant plus en phase avec le maître Masayuki Kukan Hisataka. L'association Russia Koshiki Karaté a ouvert, depuis 2015, sa propre fédération, la International Koshiki Karaté Federation (IKKF).

## Différences avec d'autres styles de karaté en compétition
Le travail technique des athlètes dans le Koshiki, est similaire à d'autres styles de karaté, taekwondo, judo, kung Fu, hapkido et également du jiu-jitsu. Le Koshiki est une composante du karaté traditionnelle car elle permet de renforcer la pratique orientée vers l'autodéfense concrète. Toutefois les dirigeants du Koshiki estime que les tournois sportifs sont également un moyen d'améliorer la connaissance et la maîtrise de soi dans un cadre où les compétiteurs se respectent mutuellement.

## Représentants notables
- Yoann Kongolo

Japon: Masayuki Hisataka  10e  Dan, Masamitsu Kudaka  8e  Dan, Masaki Enomoto  6e  Dan Suisse: Mamadou Diallo  8e  Dan Australie : Nigel Mcreaddie  8  Dan Allemagne: Alasanne Maiga  7e  Dan Canada: Philippe Nadeau 8e Dan Australie : Nick King  7e  Dan Australie : Andrey Riley  6e  Dan Russie : Baranov Vadim  6e  Dan 
Algérie : Saadoudi mustapha 6 Dan Dan Tunisie : Hajer Romdhani 4eDan 
France : Mohamed Belalia  4e  Dan Burkina Faso: Diao Abdoulaye 3e Dan , Côte d'Ivoire: Daouda Coulibaly 6e Dan